# 雷龍屬
雷龍屬（发音是/ˌbrɒntəˈsɔːrəs/；在古希臘文裡意為“雷聲的蜥蜴”，意为“雷声”；意为“蜥蜴”）是蜥腳下目恐龍的一個屬。由奧塞內爾·查利斯·馬什在1879年命名。雷龙是世界上最知名的恐龙之一，牠头颈长且粗壮、并且可以一定程度的把头颈扬起，而尾巴却像鞭子一样细长。雷龙生活在侏罗纪，主要化石產地為美國，和迷惑龍的產地基本完全重合。
這名稱曾經在1974年遭到廢除，而由早了兩年命名的迷惑龍所取代；在长达40年的时间内，雷龙和迷惑龙为同一物种。如今，这两个物种又被分开，根據刊登於PeerJ期刊的一項研究，過去15年來，許多新的恐龍化石陸續出土，葡萄牙和英國的學者運用統計分析，比較雷龍和迷惑龍之間數百個骨骼特徵後，發現兩者有許多重大差異，足以讓雷龍自成一「屬」。根據「科學人」（Scientific American）網站報導，原始的研究報告長達300頁，前後歷時5年，作者群走訪了無數次歐美各大博物館，一共分析了81個蜥腳亞目恐龍標本的477種不同生理特徵，進而得出雷龍確實曾經存在過的結論。

## 歷史

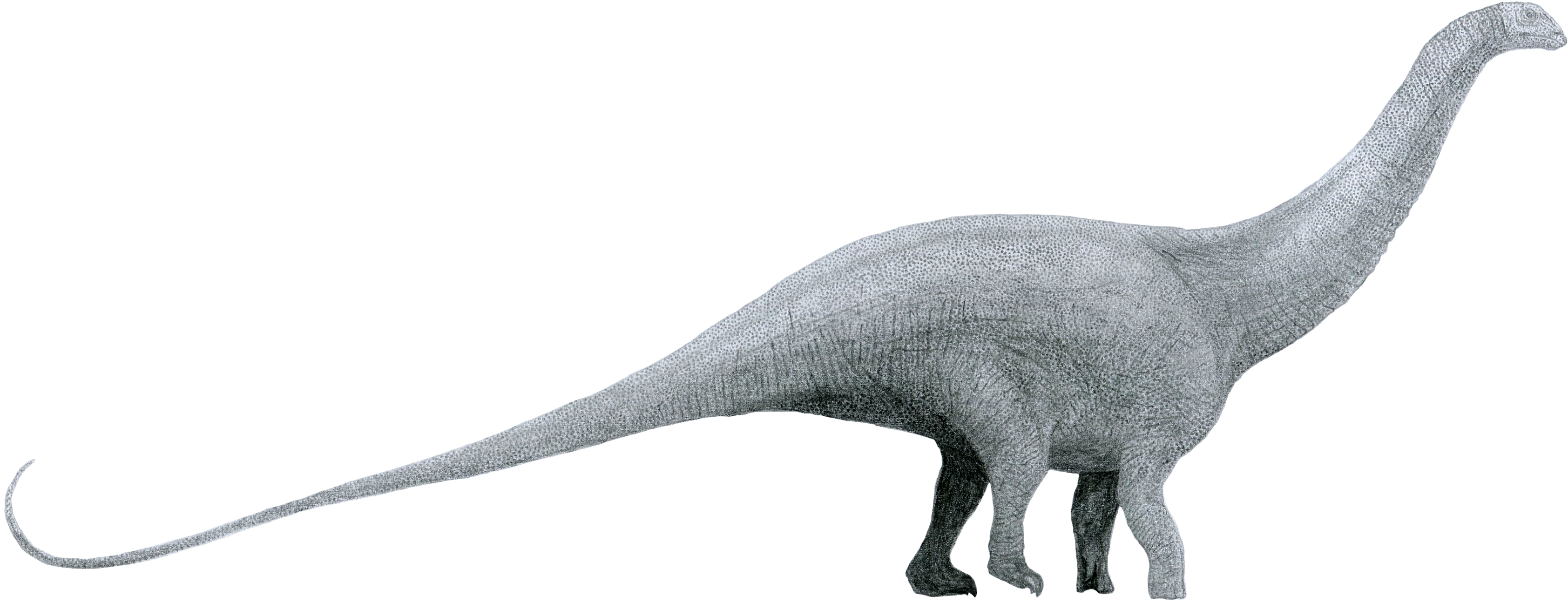
秀麗雷龍的想像圖

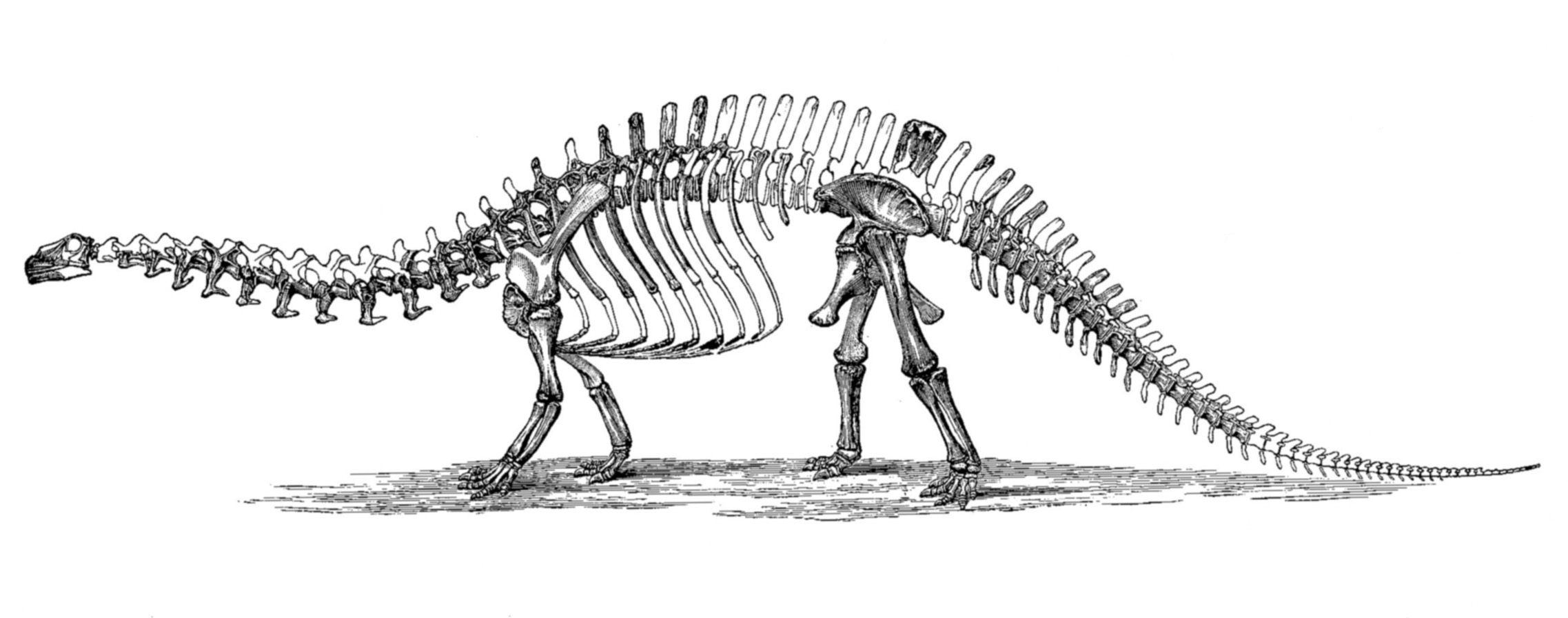
馬什在1896年繪製的秀麗雷龍骨骼繪圖，顱骨現為腕龍的未命名種Brachiosaurus sp.

在1877年，耶魯大學的古生物學教授奧塞內爾·查利斯·馬什（Othniel Charles Marsh）發現了一個埃阿斯迷惑龍的化石，該化石是一個不完整的幼年骨骸；馬什在兩年後宣佈在懷俄明州Como Bluff發現了一個更大、更完整的化石，因為兩個化石的大小並不一致，因此馬什將新標本建立了新屬秀麗雷龍（Brontosaurus excelsus）。種名excelsus在拉丁文意為「數量超過」，意指其薦椎的數量超過當時的其他蜥腳類恐龍。
這個當時所發現的最大恐龍化石相當完整，只缺少頭部、腳部、以及部分尾巴，並成為第一個被架設的蜥腳類化石，在1905年起展示於耶魯大學的皮巴第自然歷史博物館。遺失的尾巴部份，則是參考雷龍的近親而完成。腳部則是將同一採石場所發現的蜥腳類腳部化石加上去。馬什並參考了其他蜥腳類頭顱骨，製作了一個頭顱骨模型加上去；他並非參考脆弱的梁龍頭顱骨，而是作出了一個堅硬、厚、大型頭顱骨，下頜與齒冠則是來自於三個不同採石場的化石，主要來自於圓頂龍，因為圓頂龍是當時唯一的狀態良好蜥腳類頭顱骨；但梁龍的脆弱頭顱骨才是較正確的頭顱骨型式。這種不完整化石的重建方式，是根據相關物種的更完整化石。但因為馬什是在1899年逝世，在模型完成前的六年，所以不清楚這個雷龍模型是由馬什參與重建，還是由他的耶魯大學同事所完成。
在1903年，雷龍開始廣受大眾了解後不久，艾默·芮格斯（Elmer S. Riggs）公佈了一個研究，認為雷龍與迷惑龍是同一種動物，因此不足以建立個別的屬，而迷惑龍較早被命名，具有優先權，所以他將雷龍重新命名為秀麗迷惑龍（Apatosaurus excelsus）。從此之後，雷龍便不再存在於恐龍分類之中。
但是，有些古生物學家，尤其是羅伯特·巴克（Robert T. Bakker），認為埃阿斯迷惑龍、秀麗迷惑龍之間有足夠的差別，足以建立個別的屬。但大部分古生物學家不接受這個歸類。
現在，歐洲的科學家們說芮格斯的說法是錯的。透過比較雷龍和迷惑龍之間的數百個骨骼特徵後，發現兩者之間有許多重大區別，證明雷龍存在足夠的解剖特徵差異。科學家甚至決定讓牠自成一「屬」。

## 大眾文化

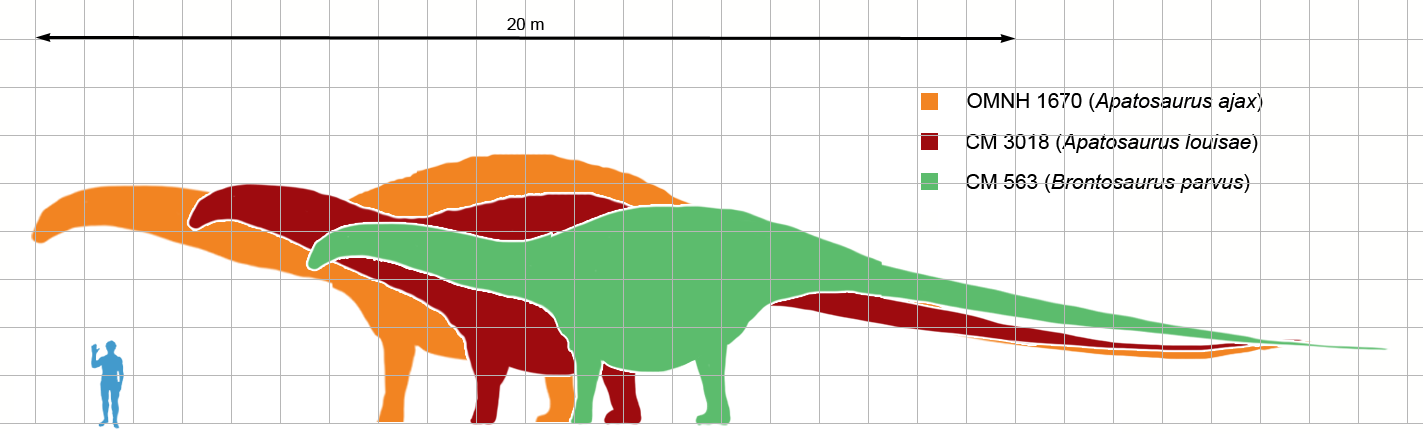
迷惑龍屬的 A. ajax 與 A. lousiae 及小雷龍和人類的體型比較

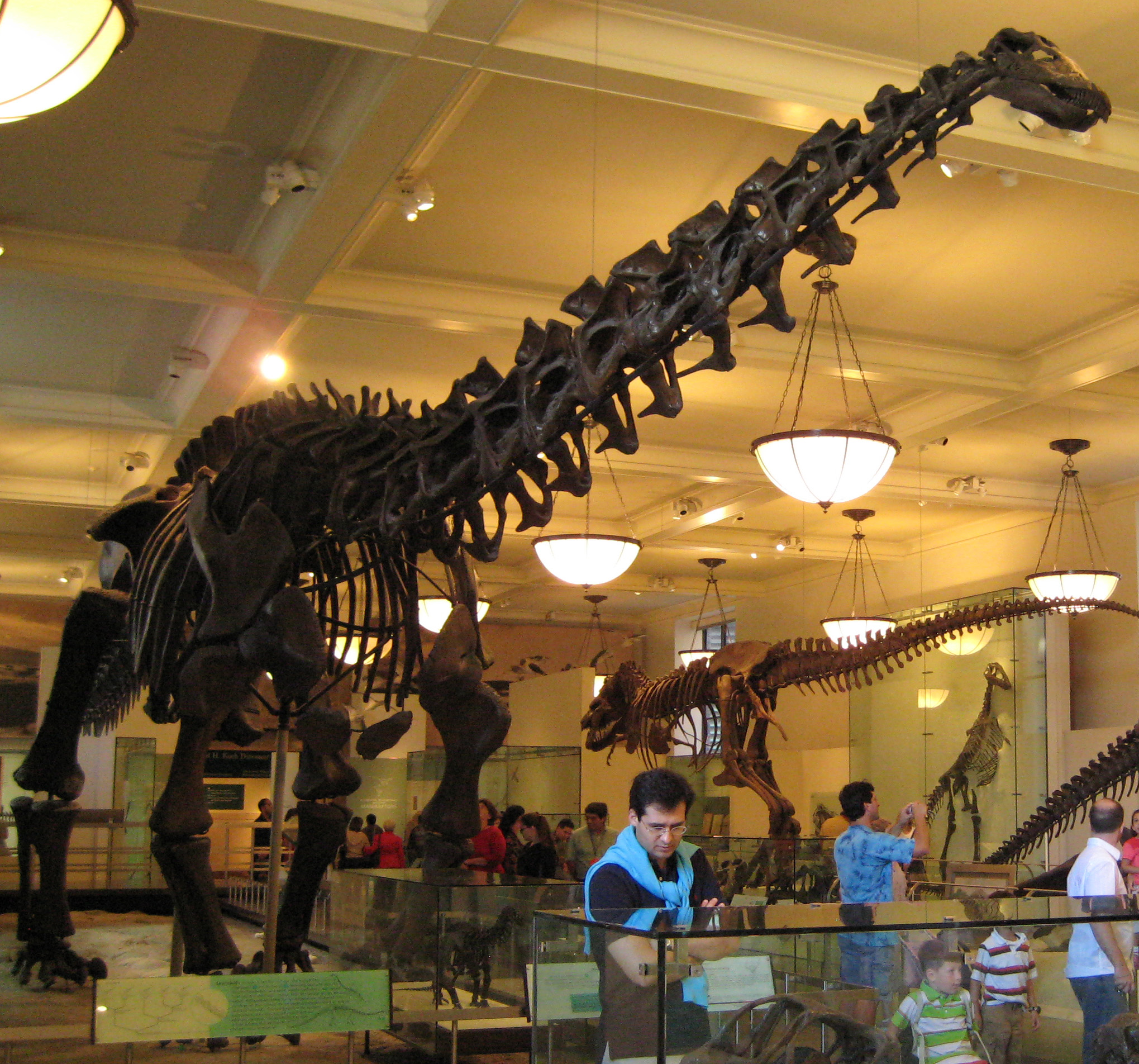
秀麗雷龍的骨架模型，位於美國自然歷史博物館

由於一般大眾較為知道馬什最初命名的雷龍，而非迷惑龍，加上雷龍是最大型恐龍之一的盛名，雷龍長期以來成為最廣為人知的蜥腳類恐龍之一。一般大眾常使用雷龍、雷龍類（Brontosaurs）、雷龍下目（Brontosaurians）來稱呼任何一種蜥腳類恐龍。
在1989年，美國郵政管理局發行了一套恐龍郵票，包含：暴龍、劍龍、無齒翼龍（被誤拼為Pteradon）、以及雷龍。無齒翼龍與雷龍的外型都發生了錯誤。美國郵政管理局宣稱，雖然科學界使用迷惑龍這名稱，但一般大眾對於雷龍比較熟悉。史蒂芬·古爾德（Stephen Jay Gould）在他的雷龍專書中支持美國郵政管理局的說法。
在1903年，雷龍開始廣受大眾了解後不久，艾默•芮格斯認為雷龍與迷惑龍是同一種動物，而迷惑龍較早被命名，具有優先權，所以他將雷龍重新命名為秀麗迷惑龍（Apatosaurus excelsus）。現在，歐洲的科學家們比較雷龍和迷惑龍之間數百個骨骼特徵後，發現兩者有許多重大差異，科學家甚至決定讓牠自成一「屬」。

### 電影
自從電影發明以來，雷龍就常在電影中出現。在1925年的特效電影《失落的世界》（The Lost World）中，一隻雷龍與異特龍發生打鬥。在1933年的特效電影《金剛》（King Kong）中，一隻雷龍借由揮動尾巴，殺死了幾個人類。在2005年版本的《金剛》中，一群逃竄的雷龍踩死了很多人類；而且本片的雷龍具有方形頭部、長尾巴、蛇狀頸部，不同於迷惑龍，尾巴應較為硬挺、更長，頭部應該類似馬頭。
在1940年的動畫電影《幻想曲》（Fantasia）的「春之祭」段落中，出現了雷龍。90年代的動畫系列《歷險小恐龍》（The Land Before Time），也有雷龍出現。在動畫《摩登原始人》（Fred Flintstone）中，雷龍成為採石場的挖土機。
在1938年的電影《育嬰奇談》（Bringing Up Baby）中，卡萊·葛倫與凱薩琳·赫本相遇的第一個場景中，出現了一個雷龍的鎖骨。
在1997年，喬治·盧卡斯推出《星際大戰四部曲：曙光乍現》（Star Wars Episode IV: A New Hope）的20周年重新上映時，利用電腦特效加了一隻長頸部的大型四足動物，名為Ronto（原名Bronto）。根據盧卡斯的說法，這隻動物是參考雷龍而繪製的。

## 外部連結
- Encyclopaedia Britannica article[永久]
- The Great Brontosaurus Hoax （页面存档备份，存于）
- Why is "Brontosaurus" now called Apatosaurus?（页面存档备份，存于）
- UnMuseum Article "Whatever Happened to the Brontosaurus?" （页面存档备份，存于）
- Brontosaurus species （页面存档备份，存于）
- Baby: Secret of the Lost Legend （页面存档备份，存于） at IMDB